# Curt Franksson
Curt Franksson, född 24 november 1916, död 5 oktober 2007, var en svensk kirurg, medicinsk forskare och pionjär inom transplantation.
Efter uppväxt i Ockelbo och läroverksstudier i Gävle påbörjade Franksson 1936 medicinstudier vid Uppsala universitet, men flyttade senare över till Karolinska Institutet, där han blev medicine licentiat 1941. Han började därefter arbeta vid kirurgikliniken vid Karolinska sjukhuset med John Hellström som chef. Han disputerade 1950 vid Karolinska Institutet. Han tillbringade därefter två år vid den urologiska kliniken i Seattle, och återkom sedan till Karolinska Institutet där han var docent i kirurgi 1953–1959.
År 1960 blev Franksson professor i kirurgi vid Serafimerlasarettet. Den 6 april 1964 utförde han där den första njurtransplantationen i Sverige. 1973 flyttades verksamheten över till det då nyöppnade Huddinge sjukhus.
Franksson gav 1981 tillsammans med Alv Alveryd ut den första kompletta läroboken i kirurgi på svenska under titeln Kirurgi. En 2:a upplaga utkom 1985 under samma titel, medan 3:e upplagan (1992) och 4:e upplagan (1997) hade titeln Frankssons kirguri. Från 4:e upplagan var Franksson själv ej längre medförfattare.
Franksson var ledamot av Karolinska Institutets Nobelförsamling och var riddare av Nordstjärneorden.